# ستيفانو ريتشي
ستيفانو ريتشي (بالإيطالية: Stefano Ricci)‏ (3 سبتمبر 1974 ديزيو إيطاليا - ) هو لاعب كرة قدم إيطالي، يلعب كمدافع، ولعب 165 مباراة.

## مسيرته

### مسيرته مع الأندية
- 1993 - 1994 لعب مع SSD Casarano Calcio [الإنجليزية]‏ 29 مباراة.
- 1994 - 1995 لعب مع نادي ليتشي 20 مباراة.
- 1995 - 1997 لعب مع نادي أنكونا 38 مباراة.
- 1997 - 1998 لعب مع نادي سيينا 13 مباراة.
- 1998 - 1998 لعب مع نادي برو باتاريا 11 مباراة.
- 1998 - 1999 لعب مع نادي لوكيزي 27 مباراة.
- 1999 - 2000 لعب مع نادي ساليرنيتانا 21 مباراة.
- 2001 - 2001 لعب مع نادي روسيندال [الإنجليزية]‏ 6 مباريات.